# ليونيل بيلاسكو
ليونيل بيلاسكو (بالإنجليزية: Lionel Belasco)‏ هو ملحن أمريكي، ولد في 1881، وتوفي في 1967.

## وصلات خارجية
- ليونيل بيلاسكو على موقع ميوزك برينز (الإنجليزية)
- ليونيل بيلاسكو على موقع أول ميوزيك (الإنجليزية)
- ليونيل بيلاسكو على موقع ديسكوغز (الإنجليزية)